# Linyanti (Wahlkreis)
Linyanti ist ein Wahlkreis in der Region Sambesi in Namibia. Verwaltungssitz ist die gleichnamige Ortschaft Linyanti. Der Kreis hat 10.400 Einwohner (Stand 2023) auf einer Fläche von 1804 km².
Innerhalb des Wahlkreises befinden sich auch der Ort Sangwali und die Nationalparks von Mamili und Mudumu.
Im August 2013 wurde die westliche Hälfte des Wahlkreises ausgegliedert und unter dem Namen Judea Lyaboloma ein eigener Wahlkreis.

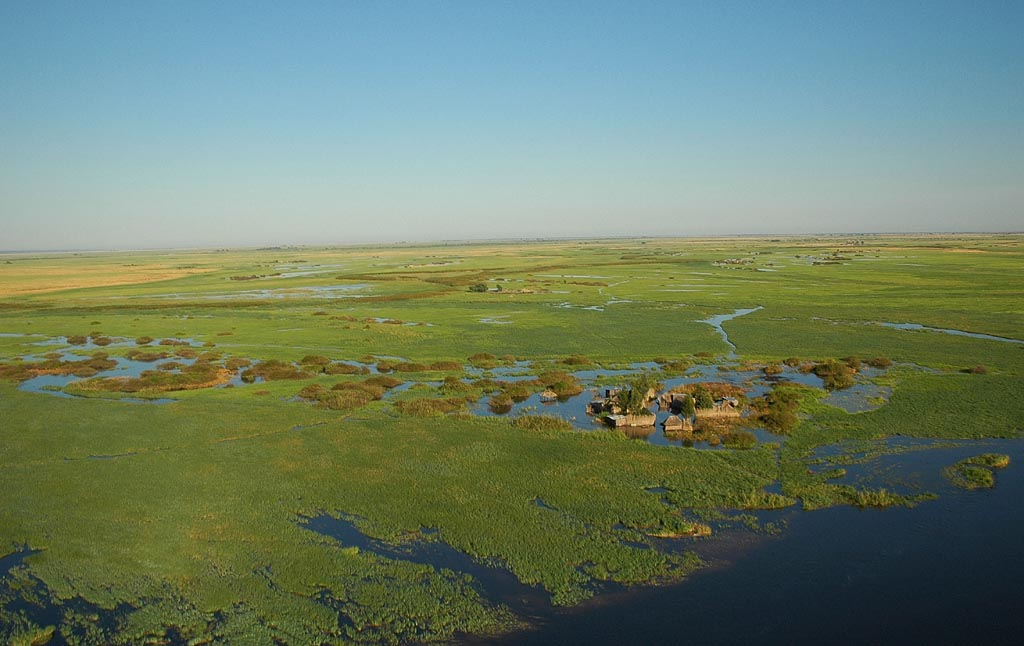
Überflutungsgebiet in Linyanti

## Linyanti-Fluss
Linyanti ist auch eine örtliche Bezeichnung des hier als Grenzfluss zwischen Namibia und Botswana verlaufenden Cuando, welche dem Ort und einem Wildpark auf botswanischer Seite seinen Namen gibt. Auf der nördlichen, namibischen Seite bildet der Fluss ein Marschland, welches große Teile des Kreises einnimmt (Liambezisee). Weiter flussabwärts (ab Ngoma) wird der Cuando auch Chobe genannt. 

## Wahlen
| Wahl | Name             | Partei     | Stimmenanteil |
| ---- | ---------------- | ---------- | ------------- |
| 1992 |                  |            |               |
| 1998 | John Ndubano     | SWAPO      | 95,3 %        |
| 2004 | Dorothy Kabula   | SWAPO      | 62,3 %        |
| 2010 | Cletius Sipapela | SWAPO      | 75,1 %        |
| 2015 | Cletius Sipapela | SWAPO      | 55,0 %        |
| 2020 | Ivene Kabunga    | unabhängig | 65,0 %        |